# 31. šahovska olimpijada
31. šahovska olimpijada je potekala leta 1994 v Moskvi (Rusija).
Rusija je osvojila prvo mesto, Bosna in Hercegovina drugo in druga ruska reprezentanca tretje.
Sodelovalo je 716 šahistov v 124 reprezentancah; odigrali so 3.472 partij.